# Kairos (rivista)
Kairos: A Journal of Rhetoric, Technology, and Pedagogy è una rivista accademica biennale sottoposta a revisione paritaria che tratta i campi di informatica, scrittura creativa, degli studi di composizione e retorica digitale. È stata fondata nel 1996 ed è stata la prima rivista accademica a pubblicare testi web multimediali.
Il redattore e fondatore  Mick Doherty affermò:
Il numero di lettori di Kairos supera spesso le 45.000 unità al mese nei mesi di pubblicazione della rivista.
Il sito gemello della rivista, Kairosnews, è stato attivo dal 1997 al 2006 e ha fornito un forum di discussione online. Il caporedattore è stato Douglas Eyman (George Mason University).
La parola kairos è un termine greco antico che significa anche "tempo, stagione, opportunità" ed è usato in retorica e in altri campi.